# Parophasma galinieri
El charlatán abisinio (Parophasma galinieri) es una especie de ave paseriforme de la familia Sylviidae endémica de Etiopía. Es la única especie del género Parophasma.

## Distribución y hábitat
Se encuentra únicamente en los bosques de las montañas de Etiopía.